# Corsham Court

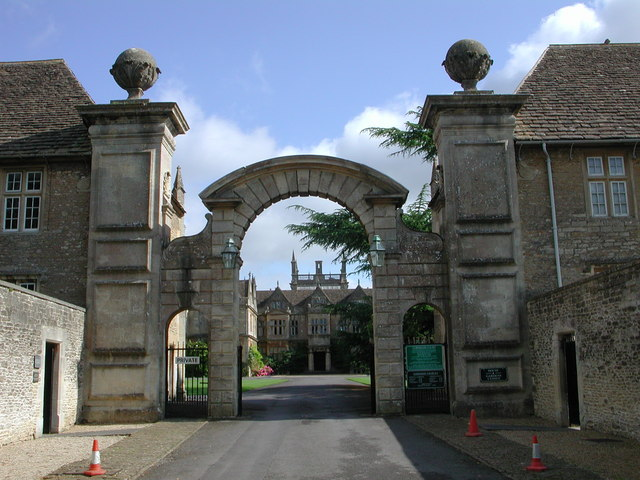
Ingresso di Corsham Court

Corsham Court è una storica residenza elisabettiana della cittadina inglese di Corsham, nella contea di Wiltshire (Inghilterra sud-occidentale), costruita a partire dal 1582 e successivamente modificato tra la fine del XVIII secolo e la prima metà del XIX secolo sotto la supervisione di architetti quali Capability Brown, John Nash, Thomas Bellamy, Robert Adam e Chippendale . È proprietà della famiglia Methuen dal 1745.

## Descrizione
L'edificio mescola elementi dell'architettura medievale con elementi dell'architettura georgiana.
Al suo interno si trova una delle più importanti collezioni d'arte della Gran Bretagna, che comprende dipinti di Reynolds, Rubens, Van Dyck e Salvatore Rosa, Lippi e Romney.

## Storia
La storia dell'edificio ebbe inizio nel XVI secolo, quando la regina Elisabetta I d'Inghilterra donò la proprietà (si trattava di una tenuta dove risiedettero generazioni di reali sin dai tempi dei re del Wessex) a Thomas Smythe. Quest'ultimo, fece costruire un palazzo che fu completato nel 1582.
Nel 1745 l'edificio fu acquisito da Paul Methuen. Quest'ultimo trasformò il preesistente maniero in un palazzo con gallerie d'arte: il progetto fu affidato a Capability Brown, che si occupò di ristrutturare anche i giardini.
Dopo la morte di Capability Brown, la famiglia Methuen affidò un nuovo progetto di ristrutturazione a John Nash. Nash creò, tra l'altro, la Sala Ottagonale, un'imitazione della cappella di Enrico VII dell'abbazia di Westminster.
I lavori terminarono nel 1805. Il preventivo per questi lavori era di 5.647 sterline, ma al termine dei lavori il costo della ristrutturazione ammontò a 25,500 sterline.
Lo stesso Nash, a causa dei numerosi impegni, fu poco presente come supervisore dei lavori e il risultato fu che il materiale usato fu inadeguato per sopportare le modifiche e gli stessi tetti erano pericolanti. Per questo motivo, nei 40 successivi, ciò che fu aggiunto da Nash fu sostituito, eccezion fatta per le finestre e le torrette dell'ala orientale, il caseificio in stile gotico e alcune finestre dell'ala adibita alla servitù.
In seguito fu aggiunta alla galleria d'arte la ricca collezione privata del reverendo John Sanford, una cui parente aveva sposato nel 1844 un erede dei Methuen.

## Corsham Court nella cultura di massa
- Corsham Court fu una delle location del film del 1975, diretto da Stanley Kubrick, Barry Lyndon[4]
- Corsham Court fu una delle location del film del 1993, diretto da James Ivory Quel che resta del giorno (The Remains of the Day)[5]
- Si ipotizza che Corsham Court sia stato il modello del castello di Blandings, l'imponente residenza dove sono ambientati i romanzi e i racconti della saga di "Blandings" di P. G. Wodehouse:  da giovane l'autore trascorreva a Corsham le vacanze scolastiche con uno zio ecclesiastico[6].